# Pernille Vermund
Ann Pernille Vermund Tvede (Copenhague, 3 de diciembre de 1975), comúnmente conocida como Pernille Vermund, es una política danesa conocida por cofundar y liderar el partido político conservador nacional La Nueva Derecha. Anteriormente estuvo afiliada al Partido Popular Conservador.

## Carrera política
Vermund fue miembro del Partido Popular Conservador y fue estuvo en el consejo municipal de Helsingør por el partido desde 2009 hasta 2011. En octubre de 2015, cofundó el partido Nye Borgerlige (La Nueva Derecha) con Peter Seier Christensen. Vermund declaró que fundó el partido porque sentía que su antiguo partido se había vuelto demasiado blando en los temas de inmigración y la Unión Europea. Políticamente, se define a sí misma como conservadora.
Vermund fue elegida miembro del Folketing en 2019.

## Vida personal
Vermund se graduó de la Real Academia de Bellas Artes de Dinamarca y trabajó como arquitecta antes de ingresar a la política. Fue la propietaria de la empresa Vermund Gere Arkitekter MAA. Vermund está divorciada de su primer marido y es madre de tres hijos. En 2019 se casó con el escritor y empresario danés Lars Tvede.